# グエン・フー・チョン
グエン・フー・チョン（阮 富仲、ベトナム語：Nguyễn Phú Trọng / 阮富仲、1944年4月14日（保大19年3月22日） - 2024年7月19日）は、ベトナムの政治家、2011年から2024年まで、ベトナム共産党中央執行委員会書記長（同国の最高指導者）を務めた。
第6代ベトナム国会議長を務めた後、第7代ベトナム共産党中央執行委員会書記長、中央軍事委員会書記を務め、党内序列は第1位、最高指導者に就任。2018年10月から2021年4月まで国家主席も兼任した。長らくベトナム共産党の理論・思想分野で活躍し、保守派に属している。準博士 (博士候補、ロシア語: Кандидат наук） 。
在職中はベトナム最大級の反汚職政策を行い、グエン・スアン・フックを含む国家主席2人と国会議長1人（ヴオン・ディン・フエ）、大臣7人を失脚させた。国内外メディアはチョンがホー・チ・ミンと並んで、近年で最も影響力のある同国の最高権力者であったとしている。

## 経歴
ハノイ市に生まれる。党の公式記録では貧しい農民の家庭で4人兄弟の末っ子として生まれ育ったとされる。ベトナム戦争中の1963年から1967年にかけて、ハノイ総合大学で文献学を学ぶ。大学卒業後の1968年12月19日、ベトナム労働党（後のベトナム共産党）に入党。
入党後は党中央理論機関誌『タップチ・コンサン（共産雑誌）』の編集部に勤務。1973年9月から1976年4月まで、グエン・アイ・クォック党高級学校政治経済学部大学院に学ぶ。1981年9月からソ連社会科学アカデミーに留学し、1983年7月に歴史科学準博士の学位を取得。帰国後は、再び『タップチ・コンサン』編集部に戻り、1990年5月に副編集長に就任。1991年から1996年までは編集長を務め、党の理論的主柱としてドイモイ政策を思想面から支えた。
1992年にはハノイ総合大学政治学科の准教授に昇進し、2002年に同大学政治学科の教授に昇進している。
1994年1月に開催されたベトナム共産党臨時党大会において、第7期党中央委員に選出された。1996年6月28日から7月1日にかけて開催された第8回党大会で中央委員に再選され、ハノイ市党委員会副書記に任命された。

### 政治局員
1997年12月末、第8期党中央委員会第4回総会において政治局員に選出され、思想・文化・科学教育を担当する。党内序列は第19位となった。1999年8月、政治局常務委員に昇格する。2000年3月1日、ハノイ市党委員会書記に就任。また、党中央理論評議会議長を兼務した。2001年4月の第9回党大会では、政治局常務委員会が廃止されたため政治局員にのみ再選出され、序列第7位に昇格した。

### 国会議長
2006年4月の第10回党大会で政治局員に再選出されて党内序列第6位となったチョンは、同年6月26日、第11期国会第9回会議において国会議長に選出された。さらに翌2007年7月24日、第12期国会第1回会議において国会議長に再選される。
議長在職中の2006年11月29日、国会で同国におけるWTOを設立するための協定に参加する議定書である決議第71/2006/NQ-QH11号を承認し、批准した。2009年には旧国会議事堂の解体に伴い、国会の機能をベトナム国防省の建物に移設し、国防省で国会常務委員会を主宰している。
第12回国会会期中に67の法律と14の条例を可決させる。チョンは議長として2011年に全国の人民評議会への代議員の選挙と同時に、第13回国会の選挙を実施するために任期を1年短縮を命じた。

### 党書記長
2011年1月に開催された第11回党大会で中央委員に再選されたチョンは、党大会開催中の1月18日に開かれた第11期党中央委員会第1回総会で党書記長・政治局員に選出され、翌日の党大会で書記長就任を承認された。同年7月、第13期国会第1回会議において国会議長を退任し、グエン・シン・フン第一副首相に引き継いだ。2011年以降、チョン政権下で報道の自由が停滞したため、国境なき記者団はチョンが報道の自由の捕食者であると伝えた。
2012年にベトナム共産党憲章で政治局のメンバーが書記長の許可なく、中央委員会の候補者を指名することを禁止した。同年にロシアとの関係を包括的戦略的パートナーと位置付けた。ロシアによるクリミアの併合後、国際連合総会決議68/262では中立を保ち、投票を棄権する。
2013年にインドを公式訪問し、同国との関係を包括的戦略的パートナーシップとしている。
2015年7月7日、ベトナム戦争後、最高指導者として初めて訪米してバラク・オバマ大統領とホワイトハウスで会談した。
2015年9月15日に来日し東京都内での講演も行った。2016年から亡くなる2024年まで、チョンは反汚職政策を推し進め、新型コロナウイルスによるパンデミック中に行われた賄賂事件やチュオン・ミー・ランによる巨額詐欺事件を一掃した。チョンはこの政策を「燃える炉」（đốt lò）と表現した。
2018年10月23日、9月に死去したチャン・ダイ・クアン国家主席の後任としてベトナム国会より国家主席に選出され、党書記長と兼任することとなった。ベトナムで書記長と国家主席を兼務するのは、ホー・チ・ミン、チュオン・チンに次ぎ3人目。同年12月28日、ベトナム赤十字会の名誉会長に就任している。
2019年2月米朝首脳会談でハノイが会場となったため、北朝鮮の金正恩国務委員会委員長（党委員長）とアメリカのドナルド・トランプ大統領を招待国として出迎え、短時間の会談を行った。2019年4月14日、チャンはキエンザン省を訪問した後、ホーチミン市のチュライ病院に搬送されたと報じられた。当時、脳卒中を患ったと噂されていた。体調不良ではあるが、直ぐに公務に戻るとベトナム外務省を通じて、声明を出した。
2021年1月に開催された第13回党大会で党書記長に再任され、党規約を超える3選となった。同年3月に次期国家主席にグエン・スアン・フック首相が推薦され、これに伴い4月2日に国会は賛成438、反対・棄権各1票でチョンの国家主席からの解任を承認した。
2022年ロシアのウクライナ侵攻では中立の立場を表明し、第11回国際連合緊急特別総会で行われたロシアへの非難決議では投票を棄権している。
2023年10月30日から11月2日の4日間で訪中し、習近平中国共産党総書記（同国の最高指導者）と会談した。習近平総書記と経済、安全保障上の分野での協力を約束した。同年5月21日から23日まで、チョンはロシア連邦安全保障会議副議長（元大統領）のドミトリー・メドベージェフのベトナム訪問を出迎え、両国の関係の強化と現在の国際情勢についての会談を行った。
2023年9月10日にアメリカのジョー・バイデン大統領が訪越し、チョンと安全保障上についての会談を行った。ベトナム政府は両国間の関係を最高の包括的戦略的パートナーシップであると表現した。
2024年6月19日、ロシアのウラジーミル・プーチン大統領がベトナムを訪問した際に会談を行った。チョンにとって、この会談は生前最後の首脳会談であった。チョンが行った全方位外交の姿勢は竹外交と呼ばれた。
2024年7月18日、ベトナム共産党はチョンが病気治療に専念し、代わりに序列第2位のトー・ラム国家主席が党中枢を統括することを決定したが、チョンの詳細な病状などについては明らかにされていない。

### 死去

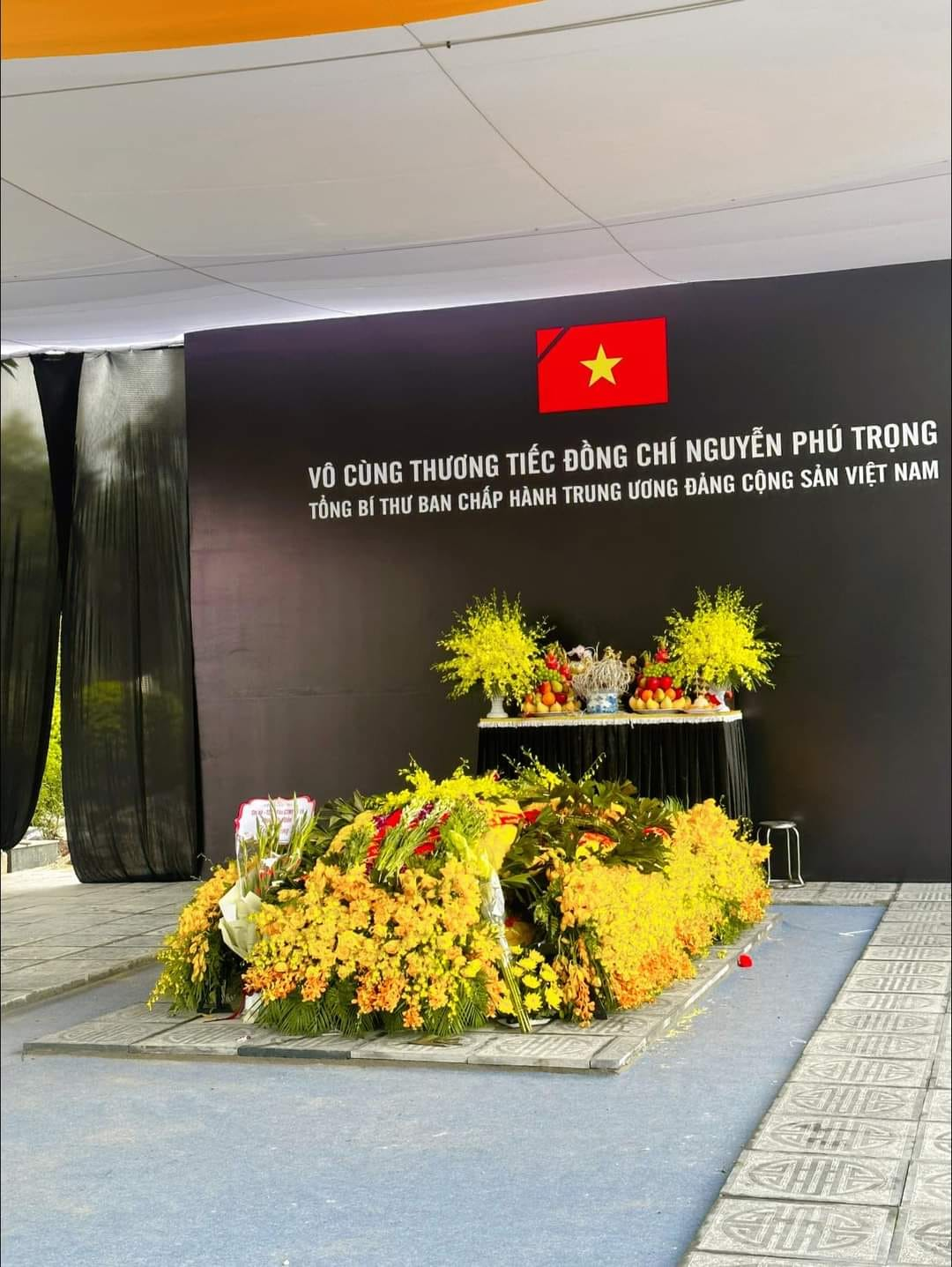
国葬後のチョンの墓（マイジック墓地）

同年7月19日午後1時38分、病気のためハノイ市の第108軍中央病院で在職中に死去した。80歳没。詳細な病状は明らかにされなかったが、高齢と重病のため死去したと発表された。
ベトナム政府は7月25日から2日間、チョンの国葬を実施することを発表。
チョンの死去に際し、中国共産党中央委員会、カンボジアのフン・マネット首相、キューバのミゲル・ディアス＝カネル大統領及びラウル・カストロ元共産党第一書記、北朝鮮の金正恩朝鮮労働党総書記、ロシアのウラジーミル・プーチン大統領から弔意が示された。
日本の岸田文雄首相及び上川陽子外相もチョンの死去を受けて、「日本とベトナムが包括的戦略的パートナーとして、広範な分野で緊密な協力関係を築いていく上で大きな指導力を発揮されたことに触れつつ、チョン書記長の日越関係に対する多大な御貢献に心から敬意を表します」とメッセージを送った。
国連のアントニオ・グテーレス事務総長は、チョンを同国の政治史における極めて重要な権力者として讃え、チョン政権下でベトナムは新興国の一つとなり、国連の重要なパートナーとして浮上したことを強調した。
7月25日から行われた国葬はハノイ市内の国立葬儀場で執り行われ、日本代表として菅義偉前首相は岸田首相の特使として派遣された他、日本共産党の志位和夫議長が単独で国葬に参列した。韓国の韓悳洙首相、カンボジアのフン・セン上院議長も国葬に参列した。
チョンの遺体は、同月26日午後3時にハノイ市カウゼイ区のマイジック墓地に埋葬された。

## 政治的評価
ワシントンポストの記事で、ジャーナリストのレベッカ・タンは、チョンのリーダーシップを、経済開放を行い、多くの国との投資と経済協力を誘致する強力な変革の時期であったと評価した。同時にインターネットでの表現の自由を制限し、メタのIT企業に圧力をかけるなど、市民社会に対する共産党の一党支配制度を強化していると述べた。チョン政権下で、一部の共産党員が「マルクス・レーニン主義の美徳を失っている」と非難した。

## 私生活
妻のゴ・ティ・マンとの間に2人の子女（1男1女）を儲けた。長女のグエン・キム・ゴク（1973年生）と長男のグエン・チュン（1976年生）は公務員として従事している。死ぬ間際まで、病室で職務を遂行していた。チョンは闘病中に詩を描いたり、歌を嗜んでいたという。チョンの最後を看取った看護師は、チョンが生前に好きだった食べ物はヨーグルトとピーナッツキャンディであると語っている。
愛車はトヨタクラウンで1998年から死ぬ間際で乗り続けていた。書記長就任前は自転車通勤を行っていた。書記長及び国家主席在職中も主席宮殿には入居せず、公営住宅に住居し続ける他に休日は擦れたシャツを着続けるなど、清廉潔白で質素な生活を過ごしていたことが国民の支持を高く得る要因でもあった。

## ギャラリー

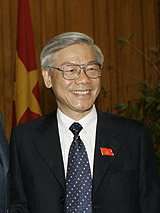
（2006年）
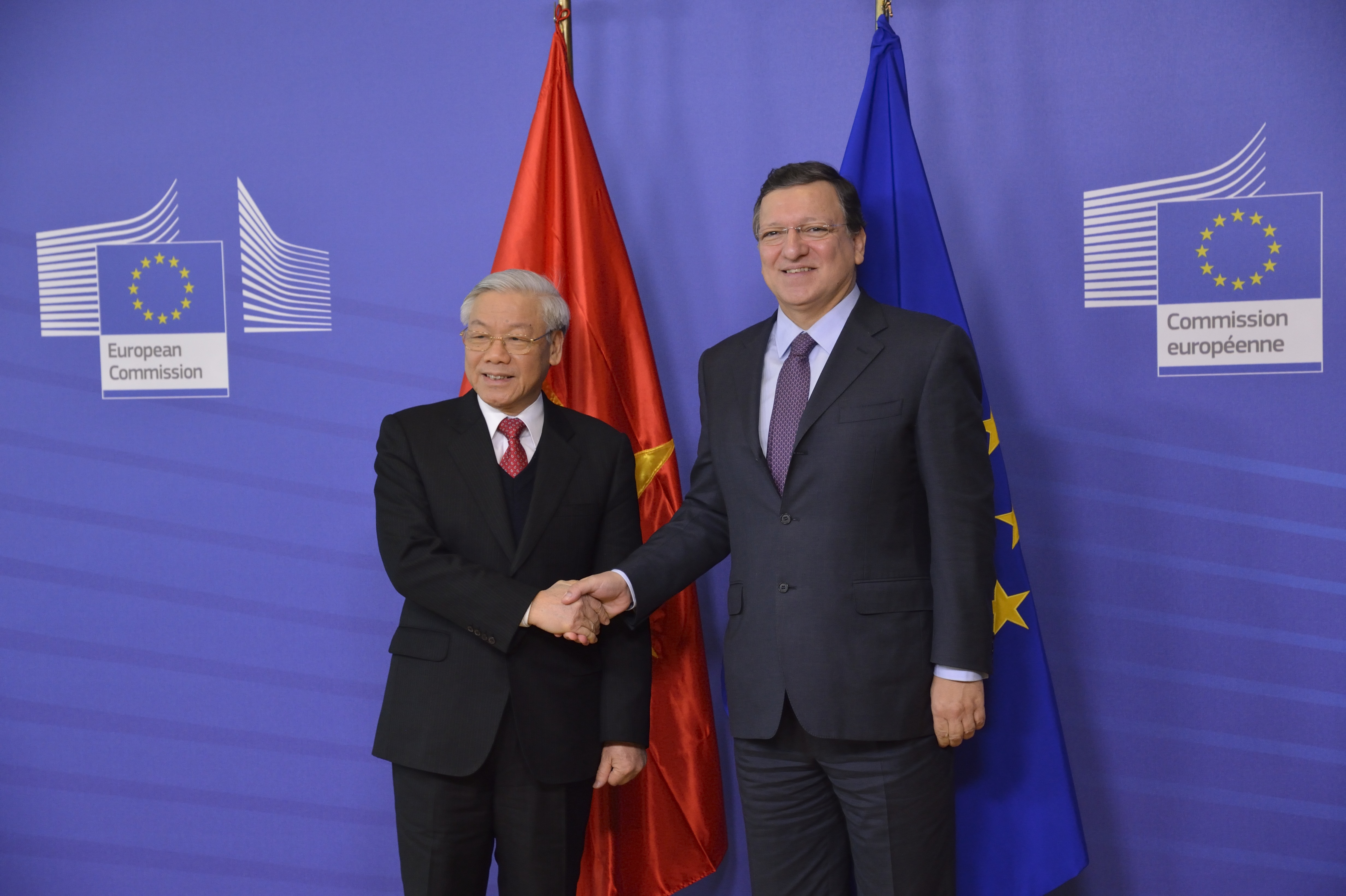
ジョゼ・マヌエル・バローゾ欧州委員会委員長（右）との会談時（2013年）
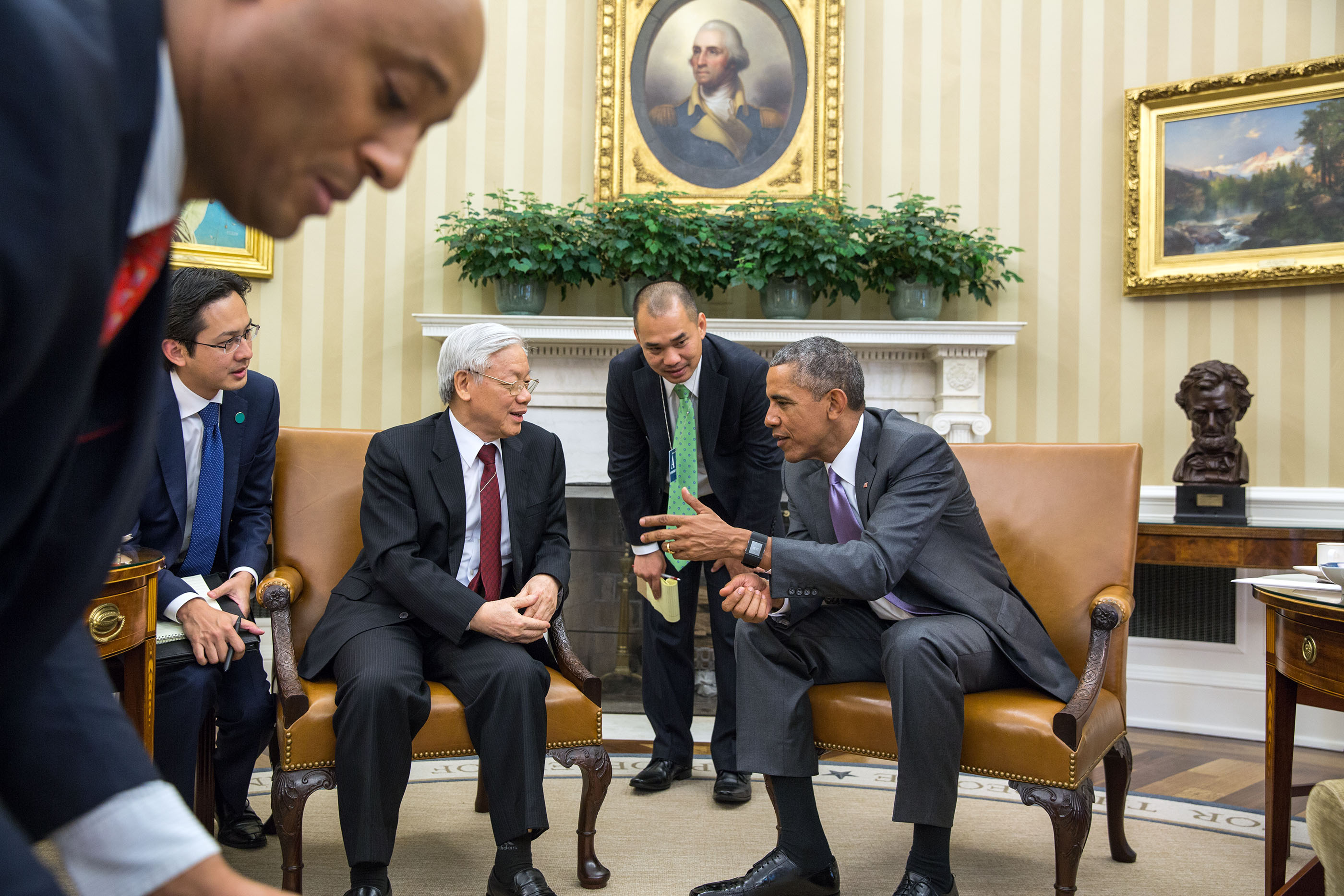
アメリカのバラク・オバマ大統領（当時）との会談時（2015年）
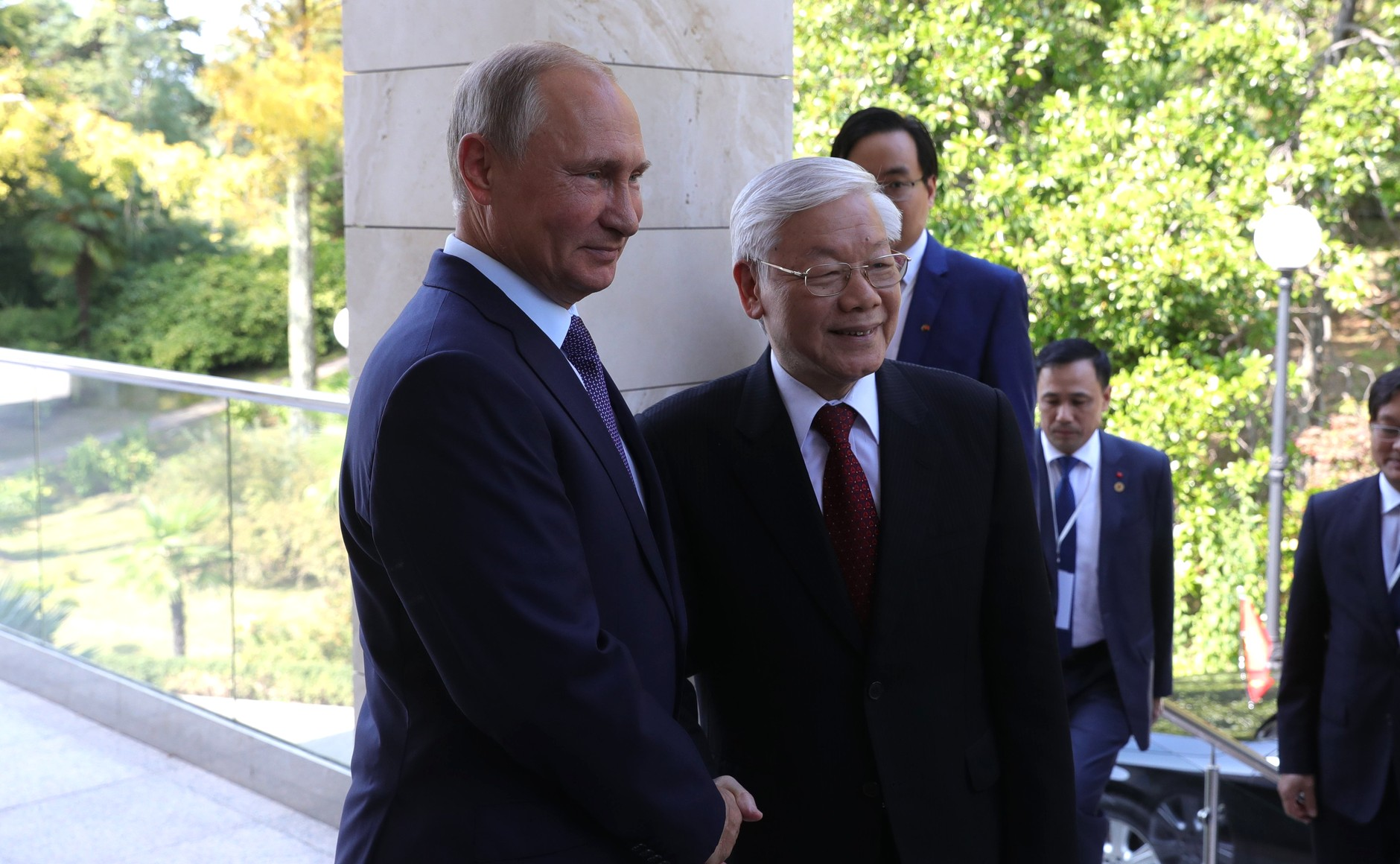
ロシアのウラジーミル・プーチン大統領との会談時（2018年）
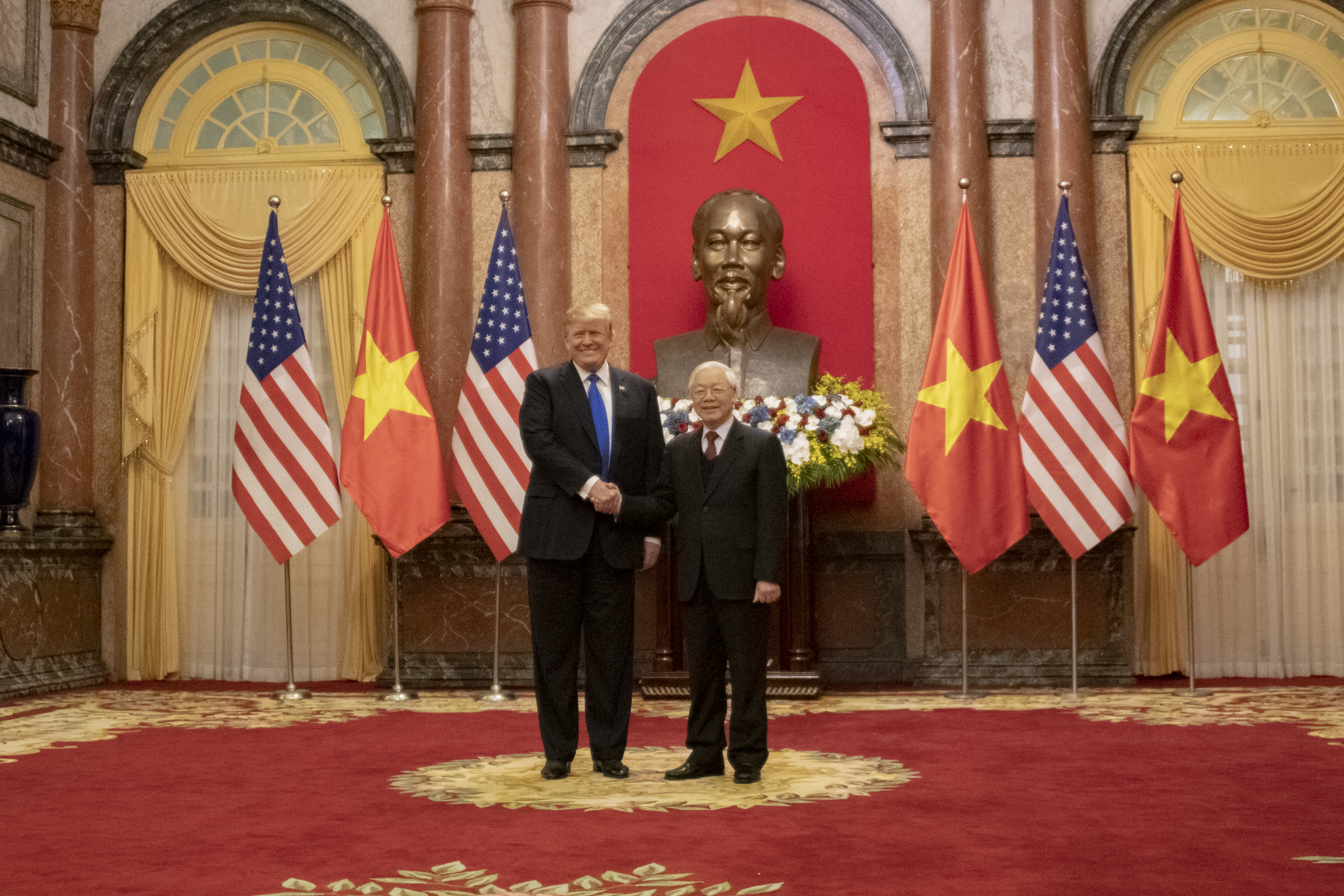
アメリカのドナルド・トランプ大統領（当時）との会談時（2019年）
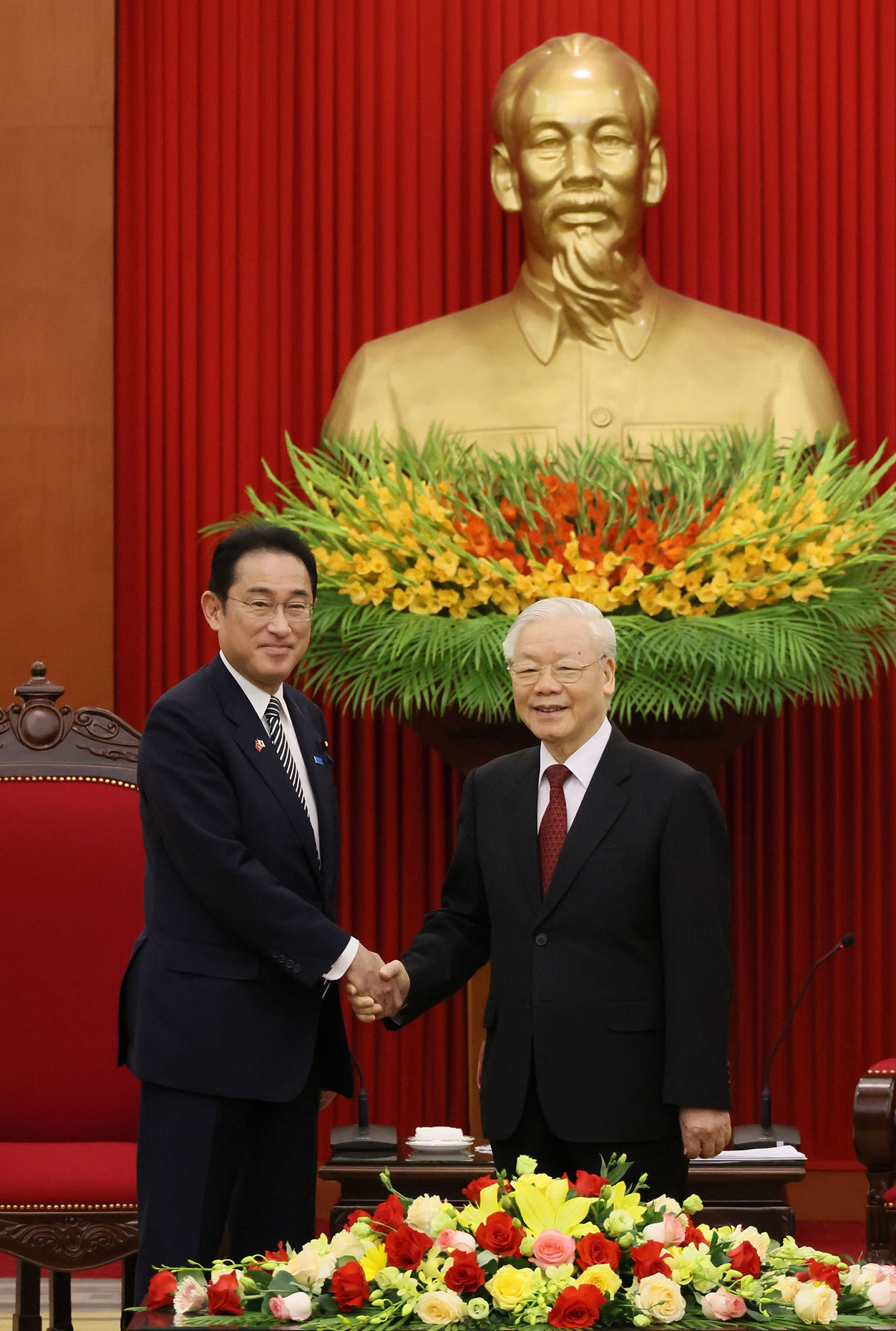
日本の岸田文雄首相との会談時（2022年5月1日）
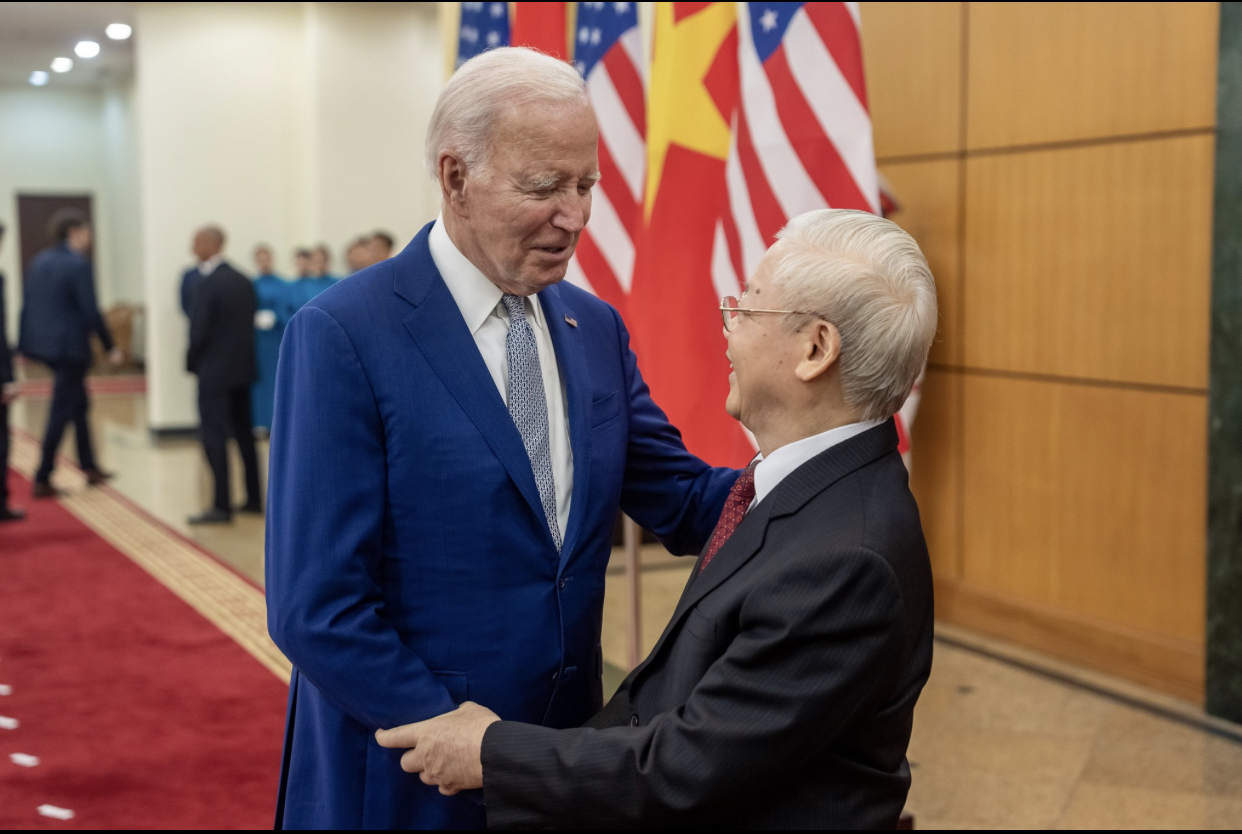
アメリカのジョー・バイデン大統領との会談時（2023年）
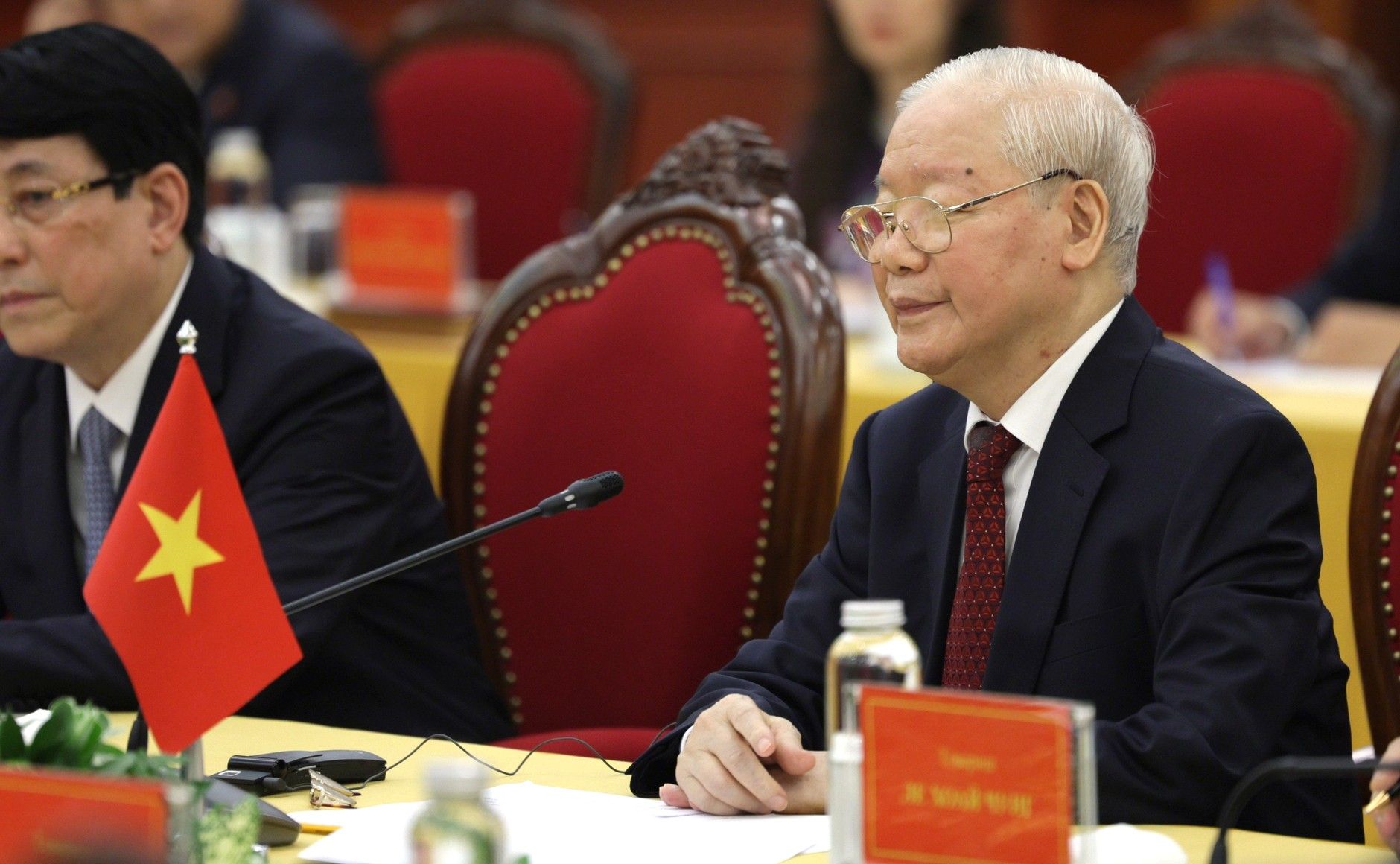
ロシアのウラジーミル・プーチン大統領との会談時、生前最後の写真（2024年6月20日）